# 비둘기호 (운행 계통)
비둘기호(―號)는 1967년부터 서울-부산진 간을 운행한 열차의 이름이다. 첫 운행때의 기념식에서 열차명을 상징하는 비둘기 2백여마리를 날렸다고 한다. 원래 12량 편성이었으나, 1971년부터는 11량으로 줄여 운행되었다.

## 역사
- 1967년 9월 1일 : 운행 개시[1]
- 1969년 2월 10일: 3등 객차를 제외하고 대신 1등 객차를 편성함[2]
- 1971년 6월 11일 : 1량 감축 운행[3]
- 1974년 8월 15일 : 통일호로 통합되며 폐지[4]